# Uezwil
Uezwil (toponimo tedesco) è un comune svizzero di 473 abitanti del Canton Argovia, nel distretto di Bremgarten.

## Storia

### Simboli
Lo stemma è stato adottato il 3 aprile 1946. Le frecce ricordano il martirio di san Sebastiano, patrono della chiesa locale.

## Monumenti e luoghi d'interesse

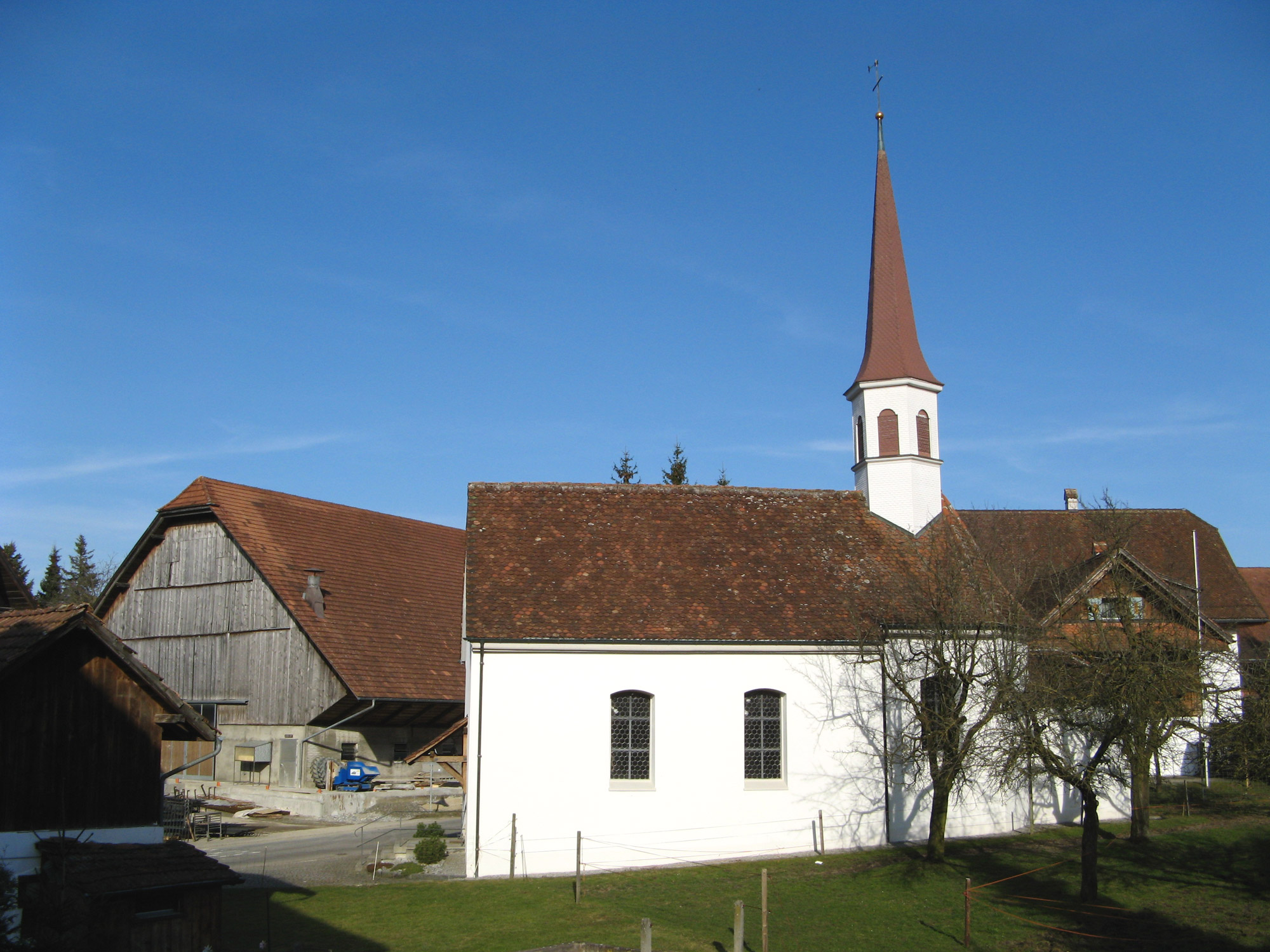
La cappella cattolica della Natività di Maria

- Cappella cattolica della Natività di Maria, ricostruita nel 1766-1767[2].

## Società

### Evoluzione demografica
L'evoluzione demografica è riportata nella seguente tabella:
Abitanti censiti

## Amministrazione
Ogni famiglia originaria del luogo fa parte del cosiddetto comune patriziale e ha la responsabilità della manutenzione di ogni bene ricadente all'interno dei confini del comune.